# Dmitriy Petrovich Maksutov
Dmitriy Petrovich Maksutov (Дмитрий Петрович Максутов, 10 tháng 5 năm 1832 - 21 tháng 3 năm 1889) là một chuẩn đô đốc của hải quân Đế quốc Nga và là thống đốc cuối cùng của vùng lãnh thổ Nga thuộc châu Mỹ (nay là Alaska) trước khi vùng này bị bán cho Hoa Kỳ
Dmitriy Dmitriyevich Maksutov (1896-1964), người phát minh ra loại kính viễn vọng mang tên mình và là công trình sư của nhiều kính thiên văn quan trọng của Liên Xô, chính là cháu nội của D. P. Maksutov.

## Tiểu sử
D. P. Maksutov sinh ngày 10 tháng 5 năm 1832 tại Perm trong một gia đình quý tộc. Năm 1840 ông theo học trường Thiếu sinh hải quân và đến hết năm 1847 tốt nghiệp hàm chuẩn úy hải quân. Năm 1851 ông phục vụ trong giang đoàn Amur số 46 tại Siberia và Viễn Đông với quân hàm đại úy hải quân. Từng đi công tác ở nhiều nơi tại Thái Bình Dương, Nhật Bản, Okhotsk và biển Hoa Đông.
Năm 1853, chiến tranh Krym bùng nổ. Vào tháng 6 năm 1854 D. P. Maksutov cùng với anh trai mình là Aleksandr Petrovich Maksutov tham gia bảo vệ pháo đài Petropavlovsk chống lại cuộc tấn công của liên quân Anh-Pháp. Ông chỉ huy hẩu đội pháo số 2 - khẩu đội mạnh nhất của pháo đài, còn anh trai Aleksandr chỉ huy khẩu đội pháo số 5 trên chiến hạm "Rạng đông" - lực lượng đóng vai trò quan trọng trong trận đánh. Cả hai anh em đều chiến đấu dũng cảm và lập nhiều chiến công, nhưng người anh trai Aleksandr đã hy sinh trong quá trình tác chiến. Sau trận đánh, hai anh em Maksutov đều được phong thưởng huân chương Thánh Grigory hạng 4. Một người anh em khác của Dmitriy, Pavel Petrovich Maksutov, tham gia trong trận chiến tại Biển Đen, tại Sevastopol và cũng được phong thưởng vì thành tích chiến đấu xuất sắc.
Năm 1859, D. P. Maksutov được bổ nhiệm làm đại biện trong Công ty Nga-Mỹ và làm việc tại vùng lãnh thổ châu Mỹ thuộc Nga (Русская Америка, nay là bang Alaska thuộc Hoa Kỳ). Đầu năm 1863, Maksutov được triệu hồi về kinh đô Sankt-Peterburg, sau đó đến tháng 12 cùng năm ông được bổ nhiệm làm thống đốc vùng Mỹ châu thuộc Nga. Trước khi khởi hành không lâu, Maksutov kết hôn với bà Maria Vladimirova, con gái của cựu thống đốc Đông Siberia là B. Aleksandrovich. Ngày 26 tháng 5, hai vợ chồng đến Novoarkhangel'sk (nay là Sitka). Không lâu sau đó, người Nga bán vùng lãnh thổ châu Mỹ của mình cho Hoa Kỳ. Tin tức của vụ sang nhượng này bay đến vùng Alaska vào tháng 5 năm 1867, gây ra nhiều quan ngại và lo lắng trong cộng đồng cư dân Nga tại đây, kể cả D. P. Maksutov - theo lời kể thì ông này đã nổi điên lên khi nghe tin châu Mỹ thuộc Nga sắp về tay Hoa Kỳ. Thật ra thì việc đứng đầu khu vực này mang lại nhiều nguồn lợi béo bở cho Maksutov cũng như cho giới chủ và quan chức địa phương, bắt nguồn từ việc bóc lột cùng kiệt người lao động làm thuê cho họ. Có đơn thư tố cáo Maksutov về tội tham ô và những chính sách của ông đã gây hại cho kinh tế và đời sống người dân trong vùng.
Ngày 6 tháng 10 năm 1867, lãnh thổ của Nga tại châu Mỹ chính thức đổi chủ, và cũng chính thức đổi tên thành Alaska. Lá cờ của Nga bị hạ xuống và thay vào đó là lá cờ Mỹ. Maksutov tiếp tục ở lại vùng đất này thêm một năm với tư cách là Quyền Lãnh sự Nga tại Sitka, tham gia tổ chức các chuyến hồi hương cho người Nga tại đây và xử lý các sự vụ ngoại giao liên quan đến việc chuyển nhượng. Năm 1869, Maksutov bàn giao lại công việc cho Fyodor Koskul và trở về Nga vào ngày 10 tháng 4. Ông tiếp tục phục vụ trong hải quân đến khi giải ngũ vào ngày 17 tháng 5 năm 1882 với quân hàm chuẩn đô đốc.
Maksutov qua đời tại Sankt-Peterburg vào năm 1889 và được an táng ở mghĩa trang Novodevichy.
Tên của Maksutov được đặt cho một con đường ở Sitka và một ở Petropavlovsk-Kamchatskiy.